# Adelobotrys
Adelobotrys är ett släkte av tvåhjärtbladiga växter. Adelobotrys ingår i familjen Melastomataceae.

## Dottertaxa tillAdelobotrys, i alfabetisk ordning[1]
- Adelobotrys acreana
- Adelobotrys adscendens
- Adelobotrys antioquiensis
- Adelobotrys ayangannensis
- Adelobotrys barbata
- Adelobotrys boissieriana
- Adelobotrys ciliata
- Adelobotrys duidae
- Adelobotrys fruticosa
- Adelobotrys fuscescens
- Adelobotrys hoyosii
- Adelobotrys intonsa
- Adelobotrys jefensis
- Adelobotrys klugii
- Adelobotrys linearifolia
- Adelobotrys macrantha
- Adelobotrys macrophylla
- Adelobotrys marginata
- Adelobotrys monticola
- Adelobotrys panamensis
- Adelobotrys permixta
- Adelobotrys praetexta
- Adelobotrys rachidotricha
- Adelobotrys rotundifolia
- Adelobotrys ruokolainenii
- Adelobotrys saxosa
- Adelobotrys scandens
- Adelobotrys spruceana
- Adelobotrys stenophylla
- Adelobotrys subsessilis
- Adelobotrys tessmannii